# Pentobarbital
El pentobarbital es un fármaco de la familia de los barbitúricos sintetizado en 1928 que se puede encontrar en forma de ácido o de sal (la forma salina es poco soluble en agua y etanol). La marca comercial más conocida para este medicamento es el Nembutal, usada por primera vez en 1930, comercializada en forma de sal de sodio.

## Uso

### Aprobado
La administración oral en humanos ha sido aprobada para tratar las convulsiones y en la sedación preoperatoria; también está aprobado como hipnótico a corto plazo.
En Francia y Países Bajos ya no se utiliza ni como sedante preoperatorio ni para tratar el insomnio.

### No aprobado
Los usos no aprobados del pentobarbital incluyen la reducción de la presión intracraneal en el síndrome de Reye, lesiones craneoencefálicas e inducción del coma en pacientes con isquemia cerebral.

### Medicina veterinaria
En medicina veterinaria, el pentobarbital sódico -comercializado bajo nombres como Sagatal- es usado como anestésico.

### Eutanasia

#### Eutanasia veterinaria
Es usado solo o en combinación con otros agentes como la fenitoína, en soluciones comerciales inyectables para la eutanasia animal. Algunos nombres comerciales son Euthasol, Euthatal, Euthanyl (en Canadá), Beuthanasia-D, Eutanax y Fatal Plus .

#### Eutanasia en humanos
Países Bajos
En los Países Bajos se utiliza un elixir de pentobarbital como una alternativa por aquellos pacientes que desearían tomar los barbitúricos necesarios del denominado cóctel letal —su administración es oral en vez intravenosa, en esta última se utiliza el tiopental—. El pentobarbital no se utiliza para nada más en clínica en los Países Bajos.
Oregón,(Estados Unidos), Suiza y Australia
El pentobarbital también se ha utilizado para el suicidio asistido en Oregón y para la eutanasia por el grupo suizo Dignitas. El pentobarbital se usó para este propósito al norte del territorio australiano, antes de que la eutanasia se convirtiera en ilegal.

### Ejecuciones
El pentobarbital se ha utilizado o se ha considerado como un sustituto del barbitúrico tiopental sódico, utilizado para la pena capital mediante la inyección letal en los Estados Unidos cuando ese fármaco dejó de estar disponible. En 2011, el fabricante estadounidense de tiopental sódico detuvo la producción y resultó imposible importar el medicamento. El pentobarbital se utilizó por primera vez en una ejecución en Estados Unidos en diciembre de 2010 en Oklahoma, como parte de un protocolo de tres medicamentos. En marzo de 2011, el pentobarbital se utilizó por primera vez como único fármaco en una ejecución en Estados Unidos, en Ohio. Desde entonces, varios estados y el gobierno federal han utilizado el pentobarbital para las inyecciones letales; algunos utilizan protocolos de tres fármacos y otros utilizan solamente pentobarbital.
El pentobarbital es producido por la empresa danesa Lundbeck. El uso de la droga para ejecuciones es ilegal según la ley danesa y cuando se descubrió esto, después de la protesta pública en los medios daneses, Lundbeck dejó de venderla a los estados estadounidenses que imponen la pena de muerte y prohibió a los distribuidores estadounidenses venderla a cualquier cliente, como a las autoridades estatales, que practican o participan en ejecuciones de seres humanos. Texas comenzó a utilizar el protocolo de pentobarbital como único medicamento para ejecutar a los condenados a muerte, el 18 de julio de 2012, debido a la escasez de bromuro de pancuronio, un paralizante muscular utilizado anteriormente como componente de un cóctel de tres fármacos. En octubre de 2013, Missouri cambió su protocolo para permitir el uso de pentobarbital elaborado en las instalaciones de un recinto farmacéutico, en una dosis letal para llevar a cabo ejecuciones. El medicamento fue utilizado por primera vez en noviembre de 2013.
Según un artículo de ProPublica de diciembre de 2020, en 2017 la Oficina Federal de Prisiones (BOP), en conversaciones con el entonces Fiscal General Jeff Sessions, había comenzado a buscar proveedores de pentobarbital para usar en inyecciones letales. La BOP era consciente de que el uso de pentobarbital como su nueva droga de elección sería cuestionado en los tribunales porque algunos abogados habían dicho que: "El pentobarbital inundaría los pulmones de los prisioneros con espuma y que iba a causar un dolor y un sufrimiento similares a los de una muerte por ahogamiento".  BOP afirmó que estas preocupaciones eran injustificadas y que sus dos peritos afirmaron que el uso de pentobarbital era "humanitario". El 25 de julio de 2019, el Fiscal general de Estados Unidos, William Barr, ordenó al gobierno federal que reanudara la pena capital después de 16 años. El protocolo federal prevé la administración intravenosa de varios gramos de pentobarbital sódico.

## Metabolismo
El pentobarbital es metabolizado en la mayor parte por el hígado, y es sometido a una primera metabolización antes de que llegue a la circulación sistémica.

## Interacciones
La administración de alcohol, opioides, antihistamínicos u otros sedantes-hipnóticos, y otros depresores del sistema nervioso central incrementan en gran medida el poder sedativo del pentobarbital.